# Calceolaria leptantha
Calceolaria leptantha är en toffelblomsväxtart som beskrevs av Francis Whittier Pennell. Calceolaria leptantha ingår i släktet toffelblommor, och familjen toffelblomsväxter. Inga underarter finns listade i Catalogue of Life.